# Shoichi Funaki
Shoichi Funaki (Japans: 船木 勝一, Funaki Shoichi) (Katsushika, 24 augustus 1968) is een Japans professioneel worstelaar die vooral bekend is van zijn tijd bij World Wrestling Entertainment als Funaki en Kung Fu Naki.

## In worstelen
- Afwerking en kenmerkende bewegingen
  - Als Funaki
    - Cross kneelock (1990-1992)
    - Rising Sun (Tornado DDT)
    - Diving crossbody
    - Diving somersault cutter
    - Enzuigiri
    - Fisherman buster
    - Jumping one-handed bulldog
    - Reverse DDT
    - Seated chinlock
    - Superkick

  - Als Kung Fu Naki
    - Crane kick
    - Bulldog
    - Diving overhead chop
    - Double backhand chop
    - Sole kick
    - Tornado DDT

- Bijnamen
  - "SmackDown 's #1 Announcer"

## Erelijst
- Texas Wrestling Alliance
  - TWA Heavyweight Championship (1 keer)

- Universal Wrestling Association
  - UWA World Middleweight Championship (1 keer)

- World Wrestling Federation / World Wrestling Entertainment
  - WWF Hardcore Championship (1 keer)
  - WWE Cruiserweight Championship (1 keer)